# フラミンゴキッド
『フラミンゴキッド』（原題：The Flamingo Kid）は、1984年のアメリカ映画。

## ストーリー
1963年の夏。18歳になるジェフリーは友人に誘われてビーチ・クラブの「エル・フラミンゴ」へ行き、駐車場係として働くようになる。そこで高級車のディーラーのフィル・ブロディやその姪のカーラと出会い、大学への進学するつもりだった彼は次第に進路を迷うようになる。

## キャスト
※括弧内は日本語吹替
- ジェフリー・ウィリス - マット・ディロン（塩沢兼人）
- フィル・ブロディ - リチャード・クレンナ
- アーサー・ウィリス - ヘクター・エリゾンド
- カーラ・サムソン - ジャネット・ジョーンズ
- ホーク・ガンツ - フィッシャー・スティーヴンス
- スティーヴ・ドーキンス - ブライアン・マクナマラ
- フォーチュン・スミス - レオン・ロビンソン
- アルフレッド・シュルツ - ブロンソン・ピンチョット
- フィリス・ブロディ - ジェシカ・ウォルター
- ジョイス・ブロディ - キャロル・デイヴィス
- マリオ - ジョー・グリファシ
- マンディ - マリサ・トメイ
- ポール - スティーヴン・ウェバー
- テッド - ジョン・タトゥーロ

## 受賞・ノミネート
第42回ゴールデングローブ賞
- ノミネート：助演男優賞 - リチャード・クレンナ